# 政安
政安（1053年—1061年）是大理国皇帝段思廉的第二個年号，共計9年。
年號名稱，雲南文獻有的作「正安」，有的作「政安」，或作段思廉第二個年號，或作段思廉第三個年號。根据1965年云南省楚雄县出土的砖瓦片有「政安三年」字樣可知，年號是「政安」。
起訖年，方詩銘、李崇智、段玉明作1053年－？，李家瑞作空白，王雲、黃德榮作1053年－1061年。

## 年號及改元出處
- 倪輅《南詔野史》：「宋仁宗慶曆四年（1044），國人廢素興立之，改元保安，又改保正。……神宗熙寧八年（1075），禪位為僧。」
- 胡蔚《增訂南詔野史》：「宋仁宗甲申慶曆四年（1044）即位，明年（1045），改元保安，又改元正安、正德、保德。……神宗乙卯熙寧八年（1075），思廉禪位為僧，在位三十一年。」
- 王崧《雲南備徵志》：「宋仁宗慶曆四年（1044）即位，改元保安，又改大安、正安、正德。……宋熙寧七年甲寅（1074），禪位為僧，在位三十一年。」
- 諸葛元聲《滇史》：「段氏十一世思廉，以宋仁宗慶曆四年甲申歲（1044）立，改元保安。……思廉在位久，癸巳（1053），改元正安；壬寅（1062），改正德；甲寅（1074），改保德。……乙卯（1075），思廉在位三十一年，避位為僧。」
- 李京《雲南志略》：「思平五世孫思廉立，改元保安、太安、正安、正德、保德。在位三十年。」
- 楊慎《滇載記》：「思廉以宋慶曆四年（1044）立。……思廉立三十一年，改元四，曰保安、政安、政德。」
- 馮蘇《滇考》：「思廉在位久，改元保安、正安、正德、保德。……在位三十一年，避為僧。」
- 《白古通記淺述》：「更立思平之孫思廉，在位三十一年。思廉，宋仁宗甲申慶曆四年（1044）即位，明年（1045），改元保安，又改元正安、正德、保德。……丁酉五月，禪位為僧。」
- 楚雄車坪大理國磚瓦窑址有字瓦片：「政安三年歲次乙未。」[7]

## 纪年對照表
| 政安 | 元年   | 二年   | 三年   | 四年   | 五年   | 六年   | 七年   | 八年   | 九年   |
| ---- | ------ | ------ | ------ | ------ | ------ | ------ | ------ | ------ | ------ |
| 公元 | 1053年 | 1054年 | 1055年 | 1056年 | 1057年 | 1058年 | 1059年 | 1060年 | 1061年 |
| 干支 | 癸巳   | 甲午   | 乙未   | 丙申   | 丁酉   | 戊戌   | 己亥   | 庚子   | 辛丑   |

## 同期存在的其他政權年號
- 中國
  - 皇祐（1049年－1054年）：宋－宋仁宗趙禎之年號
  - 至和（1054年－1056年）：宋－宋仁宗趙禎之年號
  - 嘉祐（1056年－1063年）：宋－宋仁宗趙禎之年號
  - 重熙（1032年－1055年）：遼－遼興宗耶律宗真之年號
  - 清寧（1055年－1064年）：遼－遼道宗耶律洪基之年號
  - 福聖承道（1053年－1056年）：西夏－夏毅宗李諒祚之年號
  - 奲都（1057年－1062年）：西夏－夏毅宗李諒祚之年號
- 越南
  - 崇興大寶（1049年－1054年）：李朝－李佛瑪之年號
  - 龍瑞太平（1054年－1058年）：李朝－李日尊之年號
  - 彰聖嘉慶（1059年－1066年）：李朝－李日尊之年號
- 日本
  - 永承（1046年－1053年）：後冷泉天皇之年號
  - 天喜（1053年－1058年）：後冷泉天皇之年號
  - 康平（1058年－1065年）：後冷泉天皇之年號